# Monte Grimano Terme
Monte Grimano là một đô thị ở tỉnh Pesaro và Urbino trong vùng Marche, nằm cách 90 km về phía tây bắc của Ancona và khoảng 40 km về phía tây của Pesaro, on the border with Slovenia. Tại thời điểm ngày 31 tháng 12 năm 2004, đô thị này có dân số 1.176 và diện tích là 24 km².

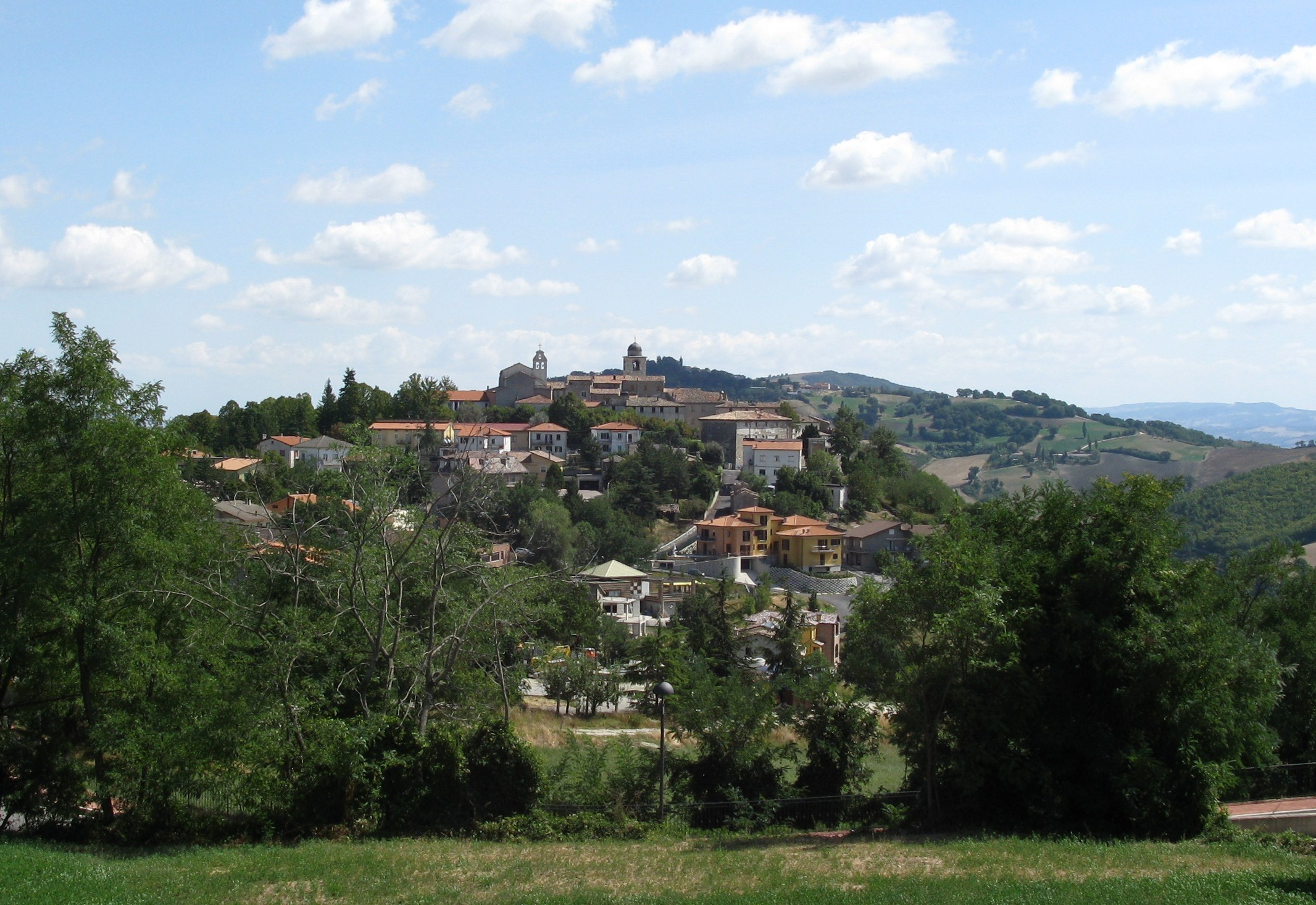
Monte Grimano Terme

Monte Grimano giáp các đô thị sau: Fiorentino (San Marino), Macerata Feltria, Mercatino Conca, Monte Cerignone, Montecopiolo, Montegiardino (San Marino), San Leo, Sassofeltrio.